# Biesłan Butba
Biesłan Tikowicz Butba (abch. Беслан Быҭәба; ur. 7 lutego 1960 w Czlou w Abchaskiej ASRR) – abchaski polityk. 
Premier Abchazji od 29 września 2014 do 16 marca 2015. Przewodniczący Partii Rozwoju Gospodarczego Abchazji od 26 września 2007.